# Отношения между Албания и Русия
Албанско-руските отношения са двустранните отношения между европейските държави Албания и Русия.
Връзките между двете страни са ограничени, заради дългогодишното напрежение между тях през Студената война, липсата на значими стопански и културни връзки и твърдата прозападна ориентация на Албания.
Двете страни поддържат пълни дипломатически отношения. Албания има свое посолство в Москва, а Русия – в Тирана. Към април 2023 година посланик на Албания в Москва е Арбен Газиони, а посланик на Русия в Тирана е Михаил Афанасиев.